# Random House Tower
Random House Tower je postmoderní mrakodrap v newyorské čtvrti Manhattan. Má 52 podlaží a výšku 208,5 metrů. Výstavba probíhala v letech 2000–2003 podle návrhu firmy Skidmore, Owings and Merrill. V budově se nachází luxusní byty, ale také obchodní a kancelářské prostory, ve kterých má sídlo firma Random House.